# Веввердэнвож
Веввердэнвож (Вев-Верданвож) — река в России, протекает в Республике Коми по территории городского округа Усинск. Левый приток реки Сигавей.

## География
Устье реки находится в нескольких километрах к западу от поселка Усть-Лыжа, в 5 км по левому берегу реки Сигавей. Длина реки составляет 26 км.

## Данные водного реестра
По данным государственного водного реестра России относится к Двинско-Печорскому бассейновому округу, водохозяйственный участок реки — Печора от водомерного поста у посёлка Шердино до впадения реки Уса, речной подбассейн реки — бассейны притоков Печоры до впадения Усы. Речной бассейн реки — Печора.
Код объекта в государственном водном реестре — 03050100212103000065416.